# Selección juvenil de rugby de Argentina
La selección juvenil de rugby de Argentina, también conocida como Pumitas, es el equipo nacional juvenil de rugby de varones, regulada por la Unión Argentina de Rugby (UAR). La edad de sus integrantes varía según la edad máxima permitida en cada torneo: En los Sudamericanos A son para menores de 19 denominándose a la selección Pumas M19; para los torneos internacionales Pumas M20. En el pasado existieron selecciones de M18, M21, etc.

## Reseña
La selección juvenil argentina hizo su debut en el primer sudamericano en 1972. Ese torneo fue celebrado en su país y logró el título en forma invicta, de ahí en adelante ha participado en numerosos sudamericanos, en categoría M18, M19, M20 y M21 levantando la copa cada vez que compitió a excepción del sudamericano M20 del 2019, en el que por primera vez perdió un partido cuando cayó en la final contra Uruguay.
En cuanto a torneos mundiales, disputó numerosas veces el extinto Mundial Juvenil (M19) conquistando el título en 7 oportunidades. En el actual Campeonato Mundial ha clasificado a todas las ediciones y su mejor desempeño fue el de Inglaterra 2016 en el que alcanzó el 3° puesto.
Actualmente el PlaDAR tiene 250 jugadores que integran el preseleccionado de menores de 19 años.

## Uniforme
La camiseta presenta franjas anchas y diagonales que alternan el celeste con el blanco. Por lo general, la camiseta de alternativa es azul oscura. En el lado izquierdo del pecho se ubica el nuevo logo de la UAR con el yaguareté que lo caracteriza y debajo las leyendas Pumitas en negro y Argentina en celeste.

## Planteles
Los siguientes jugadores jugaran el Campeonato Mundial de Rugby Juvenil 2024 en Sudáfrica.
Parte del plantel tiene base en Dogos XV y Pampas XV ambas franquicias de Argentina que participan del Super Rugby Américas 2024.
| Jugador                      | Posición      | Equipo                                     |
| ---------------------------- | ------------- | ------------------------------------------ |
| Hookers y Pilares            |               |                                            |
| Marcos Camerlinckx           | Hooker        | Regatas Bella Vista / Pampas XV            |
| Diego Correa                 | Pilar         | Club Atlético Estudiantes                  |
| Gael Galván                  | Pilar         | Pucará                                     |
| Juan Ignacio Greising Revol  | Hooker        | La Tablada                                 |
| Tomás Rapetti                | Pilar         | Alumni / Pampas XV                         |
| Gonzalo Gargallo Bazán       | Pilar         | Córdoba Athletic                           |
| Renzo Martín                 | Pilar         | Teqüe RC                                   |
| Juan Manuel Vivas            | Hooker        | Los Tordos                                 |
| Segunda Lineas               |               |                                            |
| Luciano Asevedo              | Segunda Línea | Liceo RC                                   |
| Efraín Elías                 | Segunda Línea | Jockey Club de Córdoba / Dogos XV          |
| Álvaro García Iandolino      | Segunda Línea | Los Tordos                                 |
| Alas y Octavos               |               |                                            |
| Juan Pedro Bernasconi        | Octavo        | La Plata RC                                |
| Gregorio Pérez Pardo         | Ala           | SIC                                        |
| Juan Rossi                   | Ala           | Liceo RC                                   |
| Ignaicio Torrado             | Ala           | CASI                                       |
| Santos Fernández De Oliveira | Ala           | SIC                                        |
| Juan Penoucos                | Ala           | Belgrano Athletic                          |
| Medios Scrums                |               |                                            |
| Tomás Di Biase               | Medio Scrum   | Deportiva Francesa / Pampas XV             |
| Jerónimo Llorens             | Medio Scrum   | Teqüe RC                                   |
| Genaro Podestá               | Medio Scrum   | Marista RC                                 |
| Aperuras y Centros           |               |                                            |
| Tomás Bocco                  | Centro        | Córdoba Athletic                           |
| Felipe Ledesma               | Centro        | SIC                                        |
| Santino Di Lucca             | Aperura       | La Plata RC                                |
| Tomás Medina                 | Centro        | Cardenales RC                              |
| Facundo Rodríguez            | Aperura       | Jockey Club de Córdoba                     |
| Franco Rossetto              | Centro        | Club Atlético Estudiantes                  |
| Faustino Sánchez Valarolo    | Centro        | Palermo Bajo / Dogos XV                    |
| Wings y Fullbacks            |               |                                            |
| Benjamín Elizalde            | Fullback      | Deportiva Francesa / Tigres RC / Pampas XV |
| Agustín Sarelli              | Wing          | Marista RC                                 |
| Timoteo Silva                | Fullback      | SIC                                        |

## Palmarés
- Mundial M19 (7): 1987, 1989, 1990, 1991, 1993, 1996, 1997[5][6][7]

- Sudamericano (30): 1972, 1974, 1976, 1978, 1982, 1984, 1986, 1988, 1990, 1993, 1994, 1996, 1998, 1999, 2000, 2002, 2003, 2004, 2005, 2006, 2007, 2008, 2009, 2010, 2011, 2012, 2013, 2017, 2022, 2023

- Sudamérica Rugby Cup Juvenil (4) (todos): 2014,[8] 2015,[9] 2016,[10] 2018

- Sudamericano M21 (10) (todos): 1998, 1999, 2000, 2001, 2002, 2003, 2004, 2005, 2006, 2007

- Sudamericano M18 (6) (todos): 2018, 2019-I, 2019-II, 2023, 2024, 2025

## Participación en copas
| - Francia 2000: 7.º puesto - Italia 2002: 4.º puesto - Francia 2003: 4.º puesto - Sudáfrica 2005: 8.º puesto - EAU 2006: 7.º puesto - Irlanda del Norte 2007: 8.º puesto - Sudáfrica 2002: 8.º puesto - Inglaterra 2003: 3.º puesto - Escocia 2004: 7.º puesto - Argentina 2005: 5.º puesto - Francia 2006: 7.º puesto - Argentina 1995: 4° puesto (último) - Nueva Zelanda 1996: 4° puesto (último) - Australia 1997: 3.º puesto - Sudáfrica 1998: 2.º puesto - Argentina 1999: 7.º puesto - Nueva Zelanda 2000: 5.º puesto - Australia 2001: 8.º puesto (último) | - Gales 2008: 8.º puesto - Japón 2009: 11.º puesto - Argentina 2010: 6.º puesto - Italia 2011: 9.º puesto - Sudáfrica 2012: 4.º puesto - Francia 2013: 6.º puesto - Nueva Zelanda 2014: 9.º puesto - Italia 2015: 9.º puesto - Inglaterra 2016: 3.º puesto - Georgia 2017: 11.º puesto - Francia 2018: 6.º puesto - Argentina 2019: 4.º puesto - Italia 2020: Cancelado - Sudáfrica 2023: 9.º puesto - Sudáfrica 2024: 5.º puesto - Italia 2025: 3º puesto - Georgia 2026: A disputarse - Australia 2024: 3.º puesto - Sudafrica 2025: 4.º puesto (último) - Urucup 2015: 2.º puesto - International Series 2021: 2° puesto - Oceania Junior Championship 2022: 2° puesto |